# Vojnik község
Vojnik község (szlovén nyelven Občina Vojnik) Szlovénia 212 alapfokú közigazgatási egységének, azaz községének egyike a Savinjska statisztikai régióban. Adminisztratív központja Vojnik város. A község a történelmi szlovén Stájerország (Štajersko) régió része. 

## A községhez tartozó települések
A községhez Vojnik székhelyen kívül a következő települések tartoznak:
- Arclin
- Beli Potok pri Frankolovem
- Bezenškovo Bukovje
- Bezovica
- Bovše
- Brdce
- Čreškova
- Črešnjevec
- Črešnjice
- Dedni Vrh pri Vojniku
- Dol pod Gojko
- Frankolovo
- Gabrovec pri Dramljah
- Globoče
- Gradišče pri Vojniku
- Homec
- Hrastnik
- Hrenova
- Ilovca
- Ivenca
- Jankova
- Kladnart
- Koblek
- Konjsko
- Landek
- Lemberg pri Novi Cerkvi
- Lešje
- Lindek
- Lipa pri Frankolovem
- Male Dole
- Nova Cerkev
- Novake
- Podgorje pod Čerinom
- Polže
- Pristava
- Rakova Steza
- Razdelj
- Razgor
- Razgorce
- Rove
- Selce
- Socka
- Straža pri Dolu
- Straža pri Novi Cerkvi
- Stražica
- Tomaž nad Vojnikom
- Trnovlje pri Socki
- Velika Raven
- Verpete
- Vine
- Vizore
- Višnja Vas
- Zabukovje
- Želče
- Zlateče

## Népesség
| Lakosok száma | 8320 | 8382 | 8467 | 8525 | 8507 | 8657 | 8741 | 8749 | 8846 | 8980 |
|               | 2008 | 2009 | 2011 | 2012 | 2013 | 2015 | 2016 | 2017 | 2019 | 2020 |